# بازی اسپانیایی
بازی اسپانیایی یا روی لوپز یکی از محبوب‌ترین گشایش‌های بازی شطرنج است که با حرکت‌های ‎  1. e4 e5 2. Nf3 Nc6 3. Bb5  ‏ آغاز می‌شود.
نخستین بررسی این گشایش به سال ۱۴۹۰ میلادی بازمی‌گردد اما تحلیل دقیق آن توسط روی لوپس د سگورا کشیش و شطرنج‌باز نامدار اسپانیایی در سال ۱۵۶۱ صورت گرفت و به همین جهت در کشورهای انگلیسی زبان به بازی روی لوپز معروف است.
توجه دوباره به این گشایش با نوشته‌های کارل یانیش تئوریسین شطرنج روس در سده ۱۹ میلادی صورت گرفت. بعداً بازیکنان و نویسندگان بزرگی چون چیگورین، اشتینیتس، بتوینیک، اسمیسلوف و رائوزر ایده‌های زیادی را وارد آن کردند.

## اصول
گشایش اسپانیایی با گسترش فیل در خانه b5 آغاز می‌شود. با این حرکت سفید به اسب سیاه که از e5 دفاع می‌کند حمله کرده و به این ترتیب به e5 فشار می‌آورد و در صورت d6 اسب سیاه آچمز می‌شود. در بعضی شاخه‌ها سفید با حرکت d4 سیاه را به تعویض (exd4) واداشته و آن‌گاه خانه‌های مهم f5 و d5 را کنترل خواهد کرد. البته تعویض سریع فیل و اسب و گرفتن پیاده e5 با (4.Bxc6 dxc6 5.Nxe5) با پاسخ 5...Qd4 یا 5...Qg5 به برتری سیاه خواهد انجامید هرچند تعویض سریع فیل با اسب در حرکت چهارم به شرط آنکه پس از آن پیاده ی e5 گرفته نشود قابل بازیست و به رویی لوپز تعویضی معروف است . 
با این حال بازی اسپانیایی هنوز هم از بهترین شروع بازی‌ها شمرده می‌شود و از آن‌جا که سیاه در این گشایش باید تلاش زیادی برای رسیدن به برابری کند به شکنجه اسپانیایی نیز معروف است.

## شاخه‌ها
تئوری شروع بازی اسپانیایی غنی‌ترین در بین تمامی گشایش‌های باز است و ۴۰ شاخه آن دارای کد مخصوص در دانشنامه گشایش‌های شطرنج هستند (از C60 تا C99).
در این گشایش امکانات زیادی برای هر یک از دو بازیکن وجود دارد و در پاسخ به هر حرکت حرکات متعددی قابل بازی است که تقریباً همگی آن به دقت بررسی و بارها بازی شده‌اند. شاخه‌های مختلف این شروع بازی به طور کلی به دو دسته تقسیم می‌شوند؛ شاخه‌هایی که با 3...a6 ادامه می‌یابند و شاخه‌هایی که سیاه با حرکت دیگری ادامه می‌دهد. تجربه نشان داده که نیل به تعادل با a6 آسان‌تر است و شاخه‌های بدون a6 قدیمی‌تر و ساده‌تر هستند امروزه در سطح حرفه‌ای کمتر بازی می‌شوند.

### شاخه‌های بدون a6
مهمترین پاسخ‌های سیاه به حرکت سوم سفید:
- 3...g6 دفاع اسمیسلوف یا دفاع بارنز (C60)
- 3...Nge7 (دفاع سوزیو) (C60)
- 3...Nd4 (دفاع برد) (C61)
- 3...d6 (دفاع اشتینیتس) (C62)
- 3...f5!? (دفاع اشلیمن) (C63)
- 3...Nf6 (دفاع برلین) (C64)
- 3...Bc5 (دفاع کلاسیک)

نخستین بررسی این گشایش به سال ۱۴۹۰ بازمی‌گردد.